# Statue-menhir de Combeynart
La statue-menhir de Combeynart, appelée aussi statue-menhir de Cantoul n°1, est une statue-menhir appartenant au groupe rouergat découverte à Barre, dans le département du Tarn en France.

## Historique
La statue-menhir a été découverte en 1987 par M. Vidal lors d'un labour et redressée à l'entrée du village la même année. La statue-menhir est inscrite monument historique au titre d'objet depuis le 14 octobre 2019.

## Description
La statue-menhir a été gravée dans une dalle de diorite dont le site d'extraction le plus proche est situé à environ 5 km. Elle mesure 2,66 m de hauteur sur 0,58 m de largeur et épaisse de 0,35 m.
La statue est complète mais très usée. Les seuls caractères anthropomorphes visibles sont les jambes et les pieds. C'est une statue masculine. Le personnage porte une ceinture, un baudrier et « l'objet » avec une cupule. Elle comporte une crosse atypique représentée au-dessus de l'objet.